# Dekorativer Schichtstoff
Ein Dekorativer Schichtstoff ist ein Oberflächenmaterial, das sowohl im Innenausbau als auch im Hochbau eingesetzt wird. Typische Anwendungsfelder sind die Oberflächen von Küchenarbeitsplatten und Tischen oder Fassadenverkleidung. Alle dekorativen Schichtstoffe sind Laminate. Vom technischen Aufbau her werden drei Arten unterschieden: Hochdrucklaminate (HPL, High Pressure Laminate), Kompaktlaminate (CPL, Compact Pressure Laminate) und Kompaktplatten.
Dekorativer Schichtstoff unterliegt der EN 438.

## Entwicklung
Dekorativer Schichtstoff wurde vor mehr als 60 Jahren entwickelt. Einer der ersten Hersteller war die Resopal GmbH aus Groß-Umstadt, die noch heute Dekorativen Schichtstoff produziert.  Mittlerweile wird Dekorativer Schichtstoff in vielen Bereichen angewendet:
- Küchen-, Büro- und Wohnmöbel,
- Bad
- Innenausbau
- Wandbekleidung
- Laden- und Messebau
- Fassaden
- Fahrzeugbau

## Eigenschaften
Dekorativer Schichtstoff ist
- stoßfest
- abrieb-/kratzfest
- lichtbeständig
- chemikalienbeständig
- hitzebeständig bis 180 Grad Celsius
- hygienisch
- lebensmittelecht
- feuchtigkeitsbeständig
- schmutzunempfindlich
- leicht zu reinigen